# Galathea machadoi
Galathea machadoi is een tienpotigensoort uit de familie van de Galatheidae. De wetenschappelijke naam van de soort is voor het eerst geldig gepubliceerd in 1888 door Barrois.